# Danny Woodburn
Danny Woodburn (Philadelphia (Pennsylvania), 26 juli 1964), geboren als Daniel Charles Woodburn, is een Amerikaans film-, televisie- en theateracteur.

## Biografie
Woodburn is een zoon van een verpleegster en een professionele golfer. Zijn studie heeft hij gevolgd aan de Temple University's School of Film and Theater in Philadelphia (Pennsylvania), en haalde ook zijn diploma. Woodburn begon zijn acteercarrière met optredens in comedyclubs en theaters en viel voornamelijk op omdat hij spondyloepiphyseal dysplasia congenita (SEDC), een vorm van dwerggroei, heeft. Hij verhuisde naar Los Angeles om daar door te breken als televisieacteur. 
Woodburn begon in 1991 met acteren voor televisie in de televisieserie Hunter. Hierna heeft hij nog meerdere rollen gespeeld in televisieseries en films zoals Lord of Illusions (1995), Seinfeld (1994-1998), Baywatch (1994), Special Unit 2 (2001-2002), Charmed (2002-2003), Employee of the Month (2006), Passions (2007-2008) en Watchmen (2009).
Danny Woodburn zet zich actief in voor de rechten van mensen met een beperking en personen met dwerggroei. Hij geeft regelmatig lezingen en neemt deel aan bijeenkomsten die gericht zijn op het bevorderen van inclusie en gelijke behandeling. Woodburn is in 1998 getrouwd en is later ook weer gescheiden.

## Filmografie

### Films
Selectie:
- 2014 Teenage Mutant Ninja Turtles - als Splinter
- 2012 Mirror Mirror – als Grimm
- 2011 Bad Ass – als Sluggy Korn-Nuts
- 2009 Watchmen – als de gevangen Big Figure
- 2006 Employee of the Month – als Glen Ross
- 2002 Death to Smoochy – als Angelo Pike
- 1996 Jingle All the Way – als Tony de elf
- 1995 Lord of Illusions – als forensische fotograaf

### Televisieseries
Uitgezonderd eenmalige gastrollen.
- 2023 - 2024 Bookie - als Petey - 3 afl.
- 2017 - 2018 The Bold and the Beautiful - als Ken - 6 afl.
- 2015 Nicky, Ricky, Dicky & Dawn - als Gayle - 2 afl.
- 2015 Happyish - als Ernie Keebler - 2 afl.
- 2006 - 2014 Bones – als Alex Radswell – 3 afl.
- 2012 - 2014 Crash & Bernstein - als mr. Poulos - 12 afl.
- 2008 Gemini Division – als Bobby Tedesco – 2 afl.
- 2007 – 2008 Passions – als Demon – 26 afl.
- 2002 – 2003 Charmed – als hoofdelf – 3 afl.
- 2001 – 2002 Becker – als Arnoldo – 2 afl.
- 2001 – 2002 Special Unit 2 – als Carl de kabouter – 19 afl.
- 1999 Early Edition – als Joseph Calumbrito – 2 afl.
- 1997 – 1998 Conan – als Otli – 22 afl.
- 1994 – 1998 Seinfeld – als Mickey Abbott – 6 afl.
- 1996 – 1997 Tracey Takes On... – als Mitch Gibson – 8 afl.

- Biblioteca Nacional de España: XX5082453
- Bibliothèque nationale de France: cb150600708 (data)
- Gemeinsame Normdatei: 1269414747
- International Standard Name Identifier: 0000 0001 1954 417X
- Library of Congress Control Number: no2010065624
- Virtual International Authority File: 120574716
- WorldCat: E39PBJjhyphX3yfMhwxqMY4Qbd